# 提達
35°34′57″N 1°15′58″E / 35.58250°N 1.26611°E

提達（阿拉伯语：‎），是阿爾及利亞的城鎮，位於該國北部提亞雷特省，由瓦迪利利區負責管轄，面積227平方公里，2008年人口3,669，人口密度每平方公里16人。